# Oldsmobile Alero
Oldsmobile Alero – samochód osobowy klasy średniej produkowany pod amerykańską marką Oldsmobile w latach 1998 – 2004.

## Historia i opis modelu

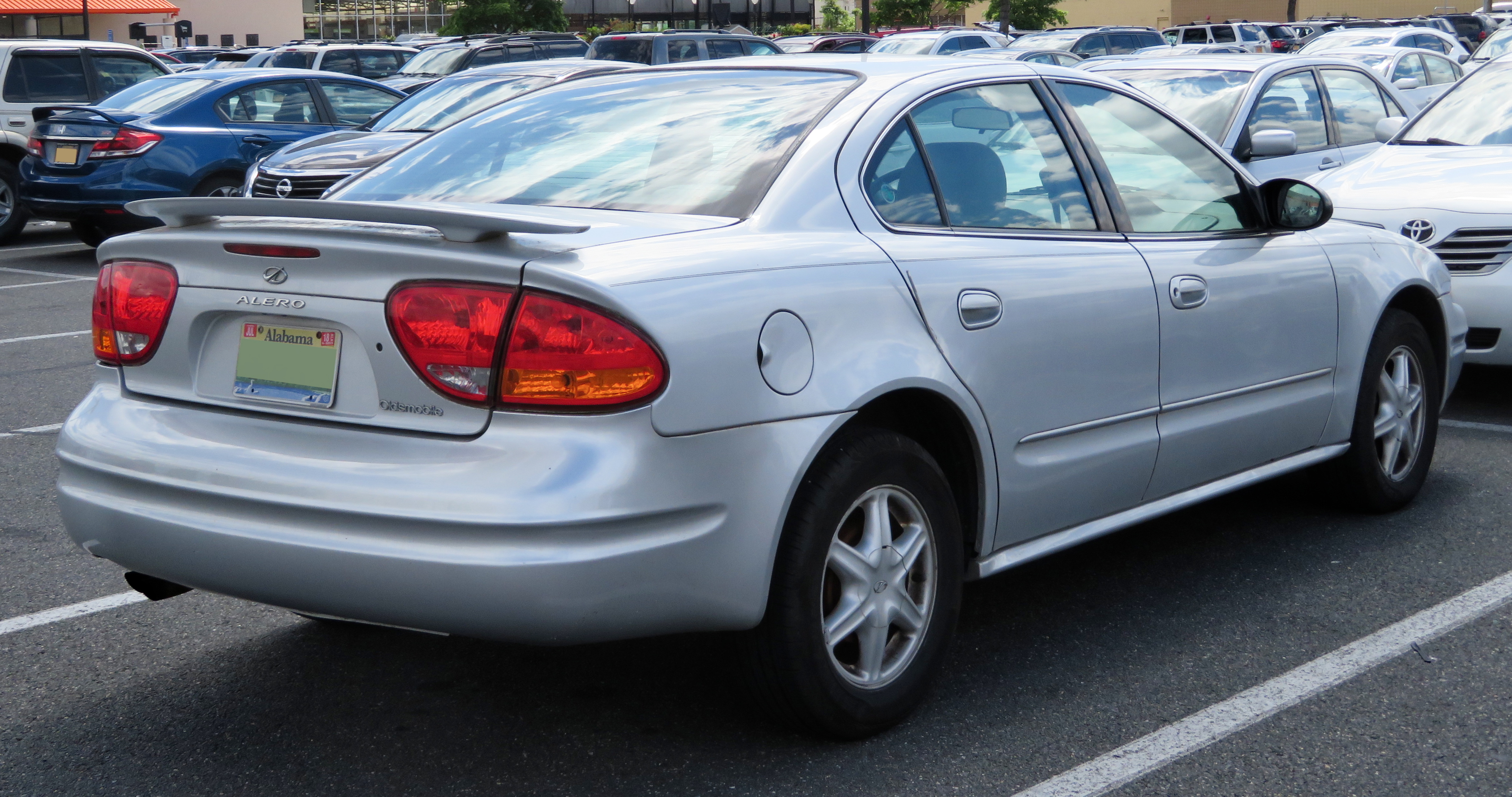
Oldsmobile Alero - tył

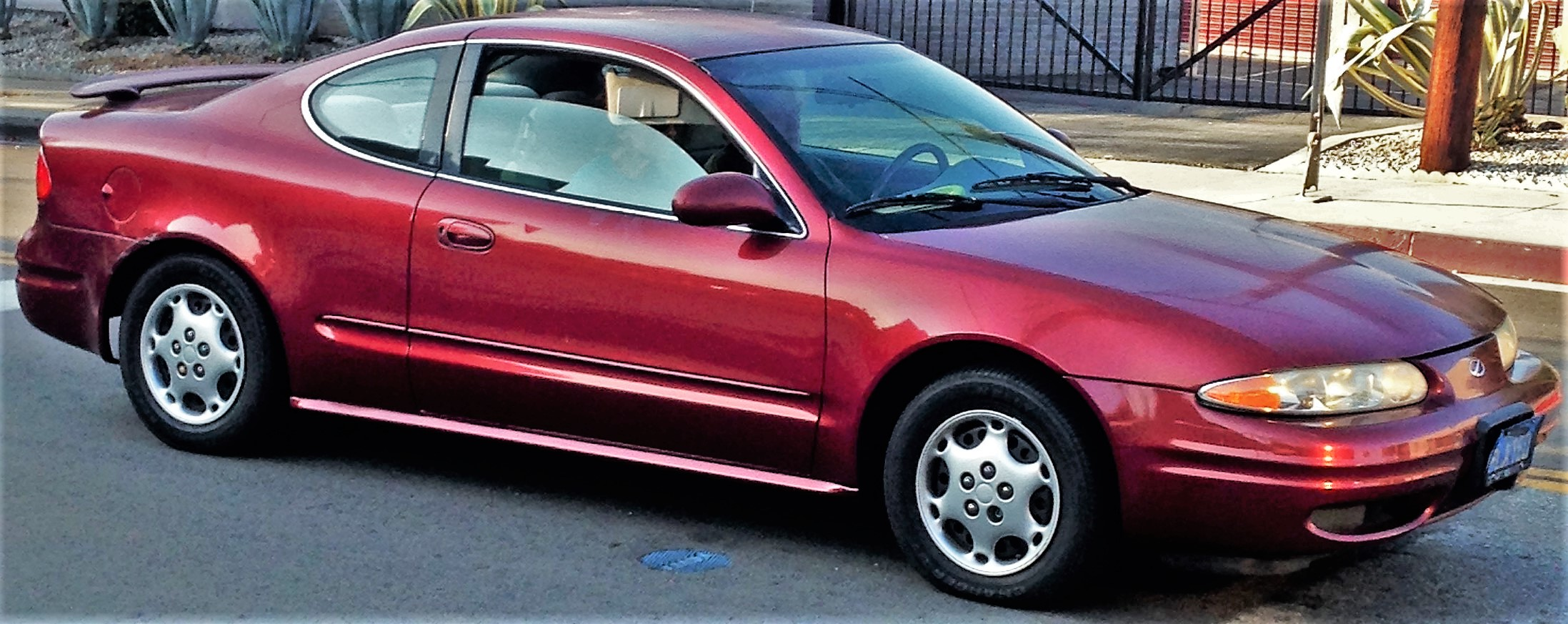
Oldsmobile Alero Coupe

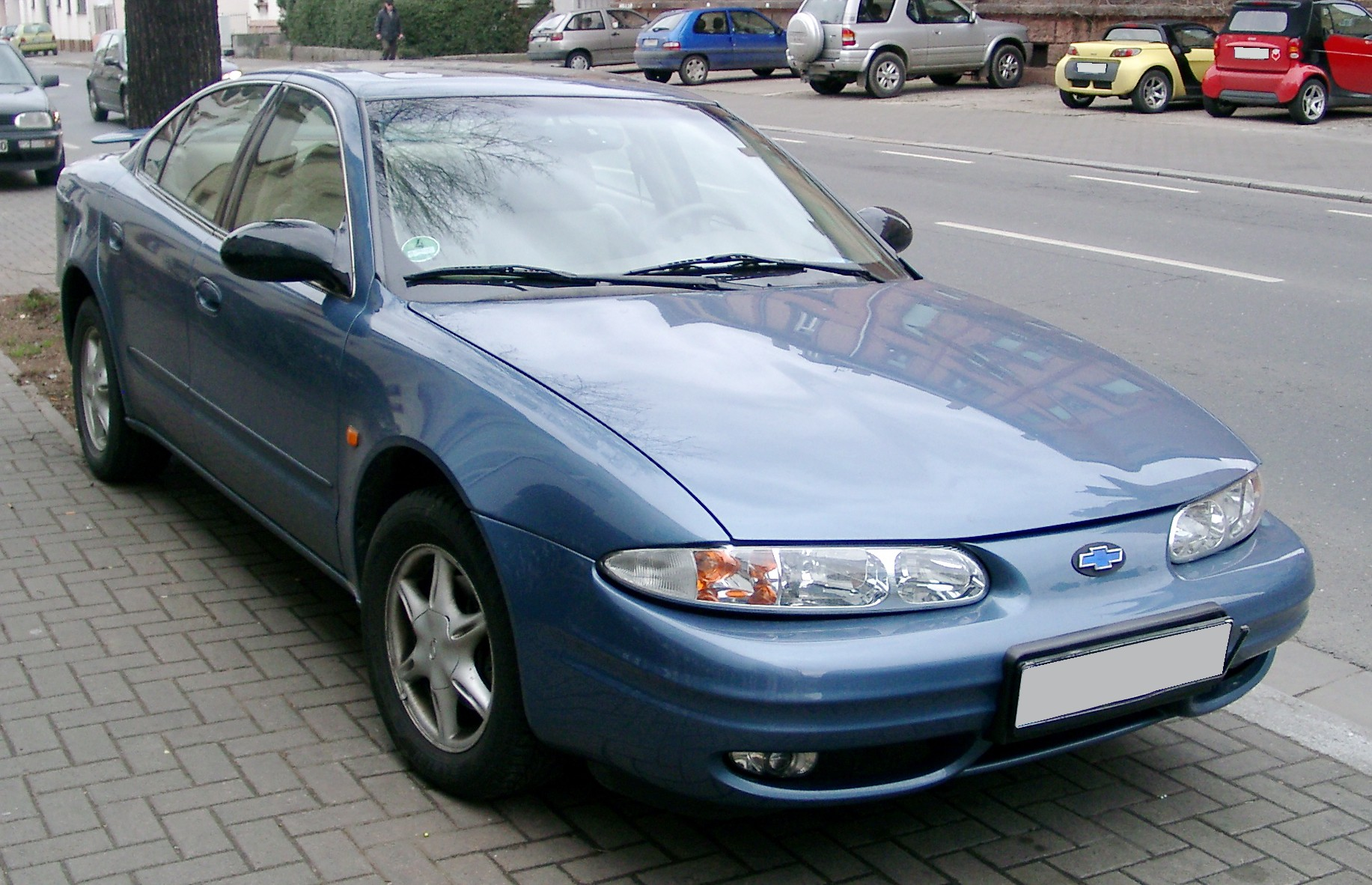
europejski Chevrolet Alero

Wiosną 1998 roku Oldsmobile przedstawiło ostatni nowy model w swojej historii. Średniej wielkości Alero zastąpiło w dotychczasowej ofercie model Cutlass, powstając tym razem w ścisłej współpracy z Pontiakiem. Podobnie jak bliźniaczy Pontiac Grand Am, Oldsmobile Alero wyróżniało się wyraźnie zarysowanym tylnym nadkolem.
Samochód oferowany był zarówno jako 4-drzwiowy sedan, jak i 2-drzwiowe coupé. Moc przenoszona była na oś przednią poprzez 5-biegową manualną bądź 4-biegową automatyczna skrzynię biegów.

### Sprzedaż
General Motors zdecydowało się importować do wybranych krajów Europy Zachodniej i Izraela w latach 1999–2001 Alero pod marką Chevroleta. Samochód odróżniał się od amerykańskiego odpowiednika jedynie innymi znaczkami i oznaczeniami producenta.
W 2001 roku Oldsmobile prowadziło zaawansowane prace nad drugą generacją Alero. Zapowiedzią wyglądu modelu był prototyp Oldsmobile 04 Concept zaprojektowany przez włoskie studio projektowe Bertone, z kolei prezentacja seryjnego Alero II została zaplanowana na 2004 rok. Z powodu podjęcia przez General Motors decyzji o przeprowadzeniu likwidacji Oldsmobile w tym samym roku, produkcja Alero została zakończona z końcem kwietnia tego roku.

### Silniki
- L4 2.2l Ecotec
- L4 2.4l LD9
- V6 3.4l LA1

### Dane techniczne
- R4 Ecotec 2,2 l (2198 cm³), 4 zawory na cylinder, DOHC
- Układ zasilania: wtrysk
- Średnica × skok tłoka: 86,00 mm × 94,60 mm
- Stopień sprężania: 10,0:1
- Moc maksymalna: 142 KM (104,4 kW) przy 5600 obr./min
- Maksymalny moment obrotowy: 203 N•m przy 4000 obr./min